# 辯護人謬誤
辯護人謬誤（defendant's fallacy）是一種非形式謬誤，係取一不甚相關、或有關但未正確考慮條件機率的數據，認定被告「犯罪的機率」很小。其與檢察官謬誤相反。